# TCBホールディングス
TCBホールディングス株式会社（英: TCB Holdings Corporation）は、日本の情報・通信企業の持株会社である。子会社を通じ、ネットインフラ構築事業・サーバーソリューション事業・情報サービス事業を行っていた。

## 沿革
- 1996年 トーメンの100%子会社である株式会社トーメンサイバービジネスとして設立。
- 2000年 トーメンエレクトロニクスよりソフトウェア事業の譲渡を受ける。
- 2003年3月6日 東京証券取引所マザーズ市場に上場。
- 2004年 ダイワボウ情報システムが筆頭株主となる。
- 2006年 社名をTCBテクノロジーズ株式会社に変更する。
- 2009年 社名をTCBホールディングス株式会社に変更、事業を新たに設立したTCBテクノロジーズ株式会社に継承させる。
- 2010年 10月20日 東京地裁に破産を申し立てる[2]。なお、破産を申し立てたのは持株会社のみで、子会社は営業を継続している。負債総額が2.5億円と小さいことや、代表の大嶽貞夫が社長を兼任するディーアンドアールを含めた子会社3社が破産対象になっていないことなどから「計画倒産」の見方も出た[3]。

## グループ会社
- TCBテクノロジーズ株式会社 - 2011年3月31日 解散